# Saxión
El saxión es una partícula elemental hipotética predicha por algunas teorías de la física de partículas conocidas como teorías supersimétricas. El saxión σ sería la s-partícula o supercompañera bosónica del axino ã. Los saxiones como los axiones y axinos no tendrían masa según la teoría de supersimetría exacta, pero adquirirían masa en la teoría de supersimetría rota, siendo su masa comparable a la del gravitino.

## Predicciones teóricas
La teoría de Peccei-Quinn es el mejor intento de explicación del fenómeno observado conocido como el problema CP fuerte, introduciendo una hipotética partícula escalar real llamada axión (a), la cual iría acompañada, según los modelos supersimétricos, de un supercompañero fermiónico llamado axino ( ã), y de un supercompañero escalar bosónico, el saxión (σ). Estas tres partículas se encontrarían agrupadas en un supercampo quiral y formarían un multiplete quiral.
Los dos modelos de axiones más representativos son el modelo de Kim-Shifman-Vainshtein-Zakharov (KSVZ), también conocido como el modelo hadrónico de axiones, y el modelo de Dine-Fischler-Srednicki-Zhinitsky (DFSZ).

## Implicaciones cosmológicas
Aunque los saxiones, como el resto de spartículas, no han sido detectados, es muy interesante el estudio del comportamiento cosmológico de los campos de saxiones/axiones. Si el número de saxiones hubiese sido grande en las etapas tempranas de la evolución del universo, de este hecho se derivarían restricciones sobre la tasa de expansión durante la etapa de inflación.
Al final de la inflación cósmica, el saxión comienza a oscilar con gran amplitud inicial. Así, el saxión finalmente domina el Universo y su desintegración posterior produce gran cantidad de entropía, lo que diluye los gravitinos y axinos producidos durante la fase de recalentamiento.

## Modos de desintegración del saxión
Las tasas de desintegración de los saxiones en el universo primitivo, cerca de la escala de ruptura SUSY, deben ser suficientemente altas para no interferir la nucleosíntesis.
- - Desintegración en fermiones: Originaría un gaugino y un axino.
  - Desintegraciones en squarks y sleptones: ´Hay varios modos posibles.
  - Desintegración en escalares sin masa: Originarían partículas sin masa del sector de Higgs.